# Chiriac Avădanei
Costache Chiriac Avădanei (n. 8 ianuarie 1927, Viișoara, Târgu Trotuș, Bacău, România – d. 8 septembrie 2014) a fost un inginer român, șef al echipei de proiectare a canalului Dunăre–Marea Neagră și autor al multor altor lucrări de anvergură.

## Biografie
Avădanei s-a născut la Viișoara, Târgu Trotuș, județul Bacău, într-o familie de țărani mijlocași cu șase copii, care și-au dorit ca el și surorile lui să învețe carte. Între 1938-1946, cu ajutorul unei burse de stat care se acorda elevilor cu rezultate foarte bune la învățătură, a urmat cursurile Liceului Internat „Costache Negruzzi” din Iași.
După terminarea liceului, în timpul foametei din 1946, tatăl l-a trimis pe Avădanei să cumpere porumb de la Periam, în Banat. Ajuns în zonă, tânărul s-a înscris și la examenul de admitere la Institutul Politehnic din Timișoara, pe care l-a luat „cu brio”. Unele surse susțin că a studiat în Timișoara și că ar fi obținut diploma de inginer constructor acolo, însă un articol publicat în ziarul Scînteia, pe 9 octombrie 1948, sugerează că Avădanei și-a întrerupt studiile pentru a lucra pe șantierul feroviar Bumbești–Livezeni. Articolul relatează că 100 de studenți cu origine sănătoasă, printre care și Chiriac Avădanei, fuseseră selectați pentru a fi trimiși la studii în Uniunea Sovietică. Intervievat de ziar, Avădanei spunea că își dorea „să se facă inginer de căi ferate” și că „vestea cea mare i s-a comunicat chiar pe șantierul Bumbești–Livezeni”. Spre finalul articolului se precizează că „plecarea nu e depărtată. Dar până atunci nu se pierde timpul. Se învață limba rusă, se țin și se prelucrează referate ideologice și politice, se țin cursuri de matematici. Cei 100 de studenți și studente sunt împărțiți pe grupe și studiul se face în colectiv. În toate domeniile s-au pornit întreceri între grupe și apoi altele între tovarășii din fiecare grupă. Tov. Avădanei îmi arată ziarul de perete al grupei lui dedicat în întregime acestor întreceri.”.
În 1953, Avădanei a absolvit cursurile Institutului de Ingineri pentru Căi de Comunicație de la Moscova, fiind recompensat cu brevetul și insigna care se acordau celui mai merituos absolvent al acelei instituții de învățământ, după care i-a fost repartizat un post la Șantierul București al Direcției Generale de Construcții din Ministerul Căilor Ferate, unde a lucrat timp de doi ani. A fost apoi transferat cu serviciul la nou-înființatul Institut de Proiectări Transporturi Auto, Navale și Aeriene (IPTANA), iar între 1953–1960 a fost și angajat cu jumătate de normă ca asistent universitar la Institutul de Căi Ferate București și la Institutul Politehnic din București.
În 1967 a primit o bursă finanțată de CEE-ONU, prin intermediul căreia s-a specializat în Italia în proiectarea și construcția de autostrăzi. În perioada 1967–1973, Chiriac Avădanei a fost membru al Comitetului Tehnic pentru Șosele Suple (Comité technique des Routes souples) din cadrul Asociației Internaționale Permanente a Congreselor de Drumuri (AIPCR) de la Paris. În anul 1973 s-a deplasat în Belgia, Țările de Jos și Republica Federală Germania, unde a studiat domeniul căilor navigabile interioare, iar în 1978 și 1980 a urmat cursul de perfecționare în „Planificarea/realizarea proiectelor pentru transporturi” din cadrul CEPECA.

### Transfăgărășan și alte proiecte

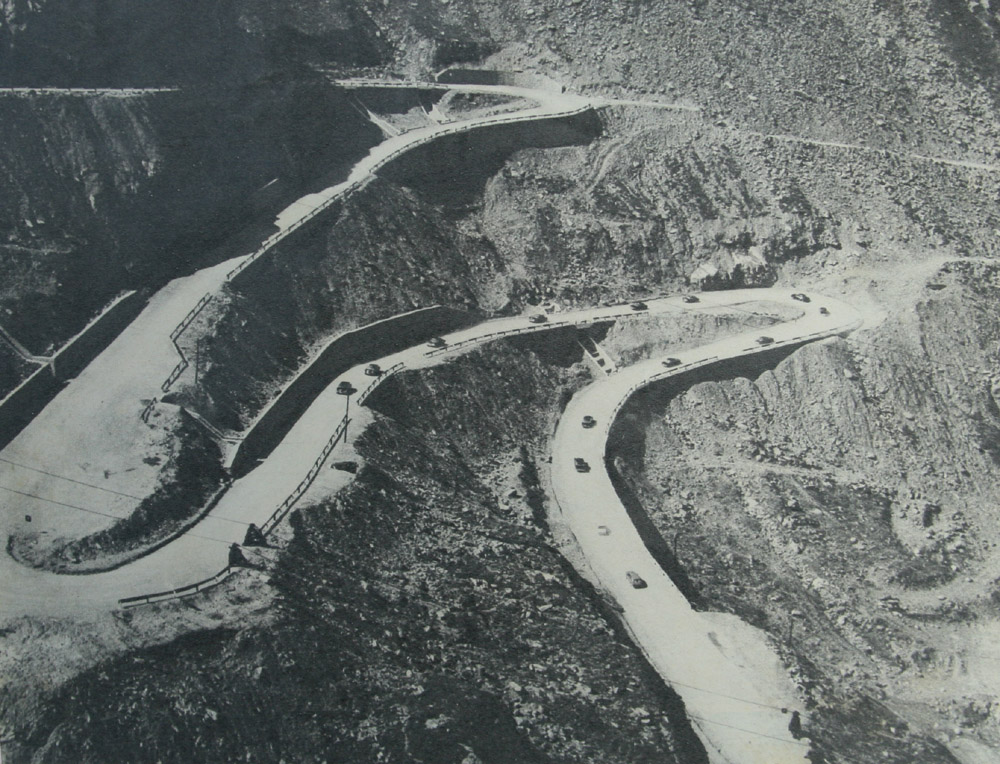
Transfăgărășanul în 1974.

În perioada activității în cadrul Direcției Generale de Construcții din Ministerul Căilor Ferate, Chiriac Avădanei a lucrat în execuție, participând spre exemplu la finalizarea Palatului CFR. După transferul la IPTANA, el și-a găsit vocația de proiectant și și-a pus amprenta pe unele din cele mai importante construcții din domeniul transporturilor în perioada comunistă a României. Unul dintre primele astfel de proiecte concepute de Avădanei a fost cel al drumului de pe conturul Lacului Vidraru.
În decembrie 1969, inginerii Avădanei, avansat între timp director al Secției de Drumuri a IPTANA, și Sassu, inginer-șef pentru probleme rutiere la Institutul de Studii și Proiectări Forestiere, împreună cu un colonel din Direcția Topografică Militară, au fost convocați la intrarea B a clădirii CC al PCR și au fost conduși într-o cameră adiacentă biroului generalului Ion Dincă, la acea dată adjunct al Secției Militare a CC al PCR. Dincă le-a cerut celor trei să stabilească imediat traseul, cotele și proiectul de decret pentru realizarea unei șosele între județele Argeș și Sibiu, care să traverseze Munții Făgăraș pe axa nord-sud, urmând ca planurile să îi poată fi prezentate lui Nicolae Ceaușescu înainte de ora 21:30 a aceleiași seri. Celor doi ingineri le-au fost furnizate hărți, instrumente de scris, rigle și alte ustensile, iar principalele puncte ale traseului au fost creionate până la miezul nopții. Ion Dincă a fost informat că nu poate fi depășită creasta munților fără construcția unui tunel și i s-a solicitat implicarea unor specialiști de la Institutul de Studii și Proiectări Hidroenergetice (ISPH). Dincă a acceptat și le-a cerut celor doi să revină a doua zi la ora 8 dimineața, când a fost convocat și inginerul Irimie Sabin de la ISPH. Acesta a furnizat elementele tunelului de la cota 2040 m, iar până la ora 14 cei trei au stabilit ruta finală, au întocmit anexele cu listele de cantități și indicatorii financiari, precum și proiectul de decret pentru construcția șoselei, denumită ulterior Transfăgărășan.
Un alt proiect condus de Chiriac Avădanei a fost cel al primei autostrăzi din România, București–Pitești. A mai proiectat drumul de contur al lacului Bicaz și alți peste 2000 de kilometri de drumuri, dintre care unele dificile, care traversează lanțul carpatic.

### Canalul Dunăre–Marea Neagră

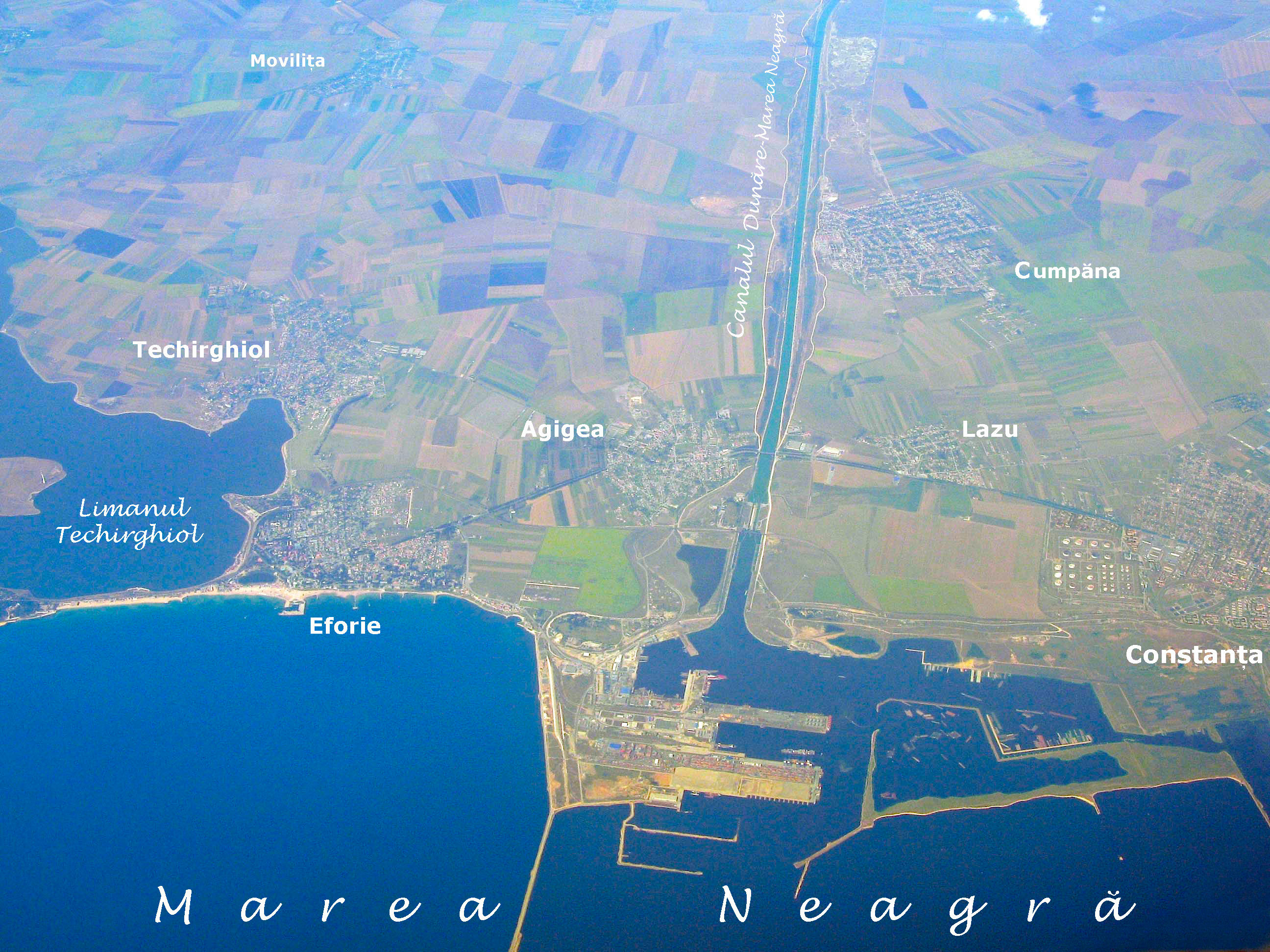
Canalul Dunăre–Marea Neagră și portul Constanța Sud-Agigea.

În timpul ședinței Comitetului Executiv al Comitetului Central al Partidului Comunist Român din 13 iunie 1973, Nicolae Ceaușescu a propus reluarea lucrărilor la Canalul Dunăre–Marea Neagră, care fuseseră sistate în 1953. Inginerul Ion Baicu, fost ministru al Transporturilor Auto, Navale și Aeriene, a prezentat hărți ale traseului și le-a explicat celor de față soluțiile tehnice alese, motivele care au stat la baza lor și beneficiile economice pe care le-ar aduce lucrarea. Propunerea lui Ceaușescu a fost aprobată în unanimitate.
Prin Hotărârea Consiliului de Miniștri nr. 210 din 1 martie 1972, Ministerul Transporturilor și IPTANA au fost însărcinate cu întocmirea unui studiu tehnico-economic denumit inițial „Sistemul de navigație Dunăre–Marea Neagră”, redenumit ulterior „Complexul hidroenergetic și de transport Dunăre–Marea Neagră”. În iulie 1973, institutul IPTANA a fost desemnat proiectant general al canalului navigabil și al portului Constanța Sud, iar institutul ISPH, proiectant al lucrărilor din zona Cernavodă. În acest scop, IPTANA a înființat o secție specială de proiectare pentru canal, cu specialiști din toate domeniile, iar inginerul Chiriac Avădanei, avansat între timp director tehnic al institutului, a fost numit coordonator al secției de proiectare și șeful întregului proiect.
În timpul ședinței CE al CC al PCR din 13 iunie 1973, Nicolae Ceaușescu subliniase că, în timp ce vechiul canal, a cărei construcție începuse în 1949, „era între altele și pentru agricultură, dar a fost conceput și ca un canal de navigație, inclusiv cu scopul militar”, principalul rol al noului canal „va fi pentru nevoile de navigație civilă”. Conform discuțiilor din ședință, lucrarea urma să permită navigația în dublu sens a navelor de 40.000 de tone. Din acest motiv, proiectanții de sub conducerea lui Avădanei au analizat 112.000 de variante de nave și convoaie de nave pentru a stabili dacă trebuie construit un canal maritim sau unul fluvial. În final, IPTANA a elaborat proiectul de ansamblu, o parte a proiectelor de execuție și a coordonat lucrările de proiectare executate de alte 34 de institute de proiectări specializate.
Într-un interviu din 1981, inginerul Avădanei a explicat că, deși pe canal urmau să poată circula și vapoare cu un tonaj de până la 5.000 tdw, cel mai des întâlnite vor fi convoaiele de barje care, în condiții economice, pot transporta încărcături de până la 18.000 de tone. Avădanei a mai dezvăluit că urmează să fie construite două ecluze, Agigea și Cernavodă, trei porturi noi, Basarabi, Medgidia și Cernavodă, iar Portul Constanța va fi extins.
În aprilie 1974 a fost aprobată tema de proiectare pe baza studiului întocmit de colectivul IPTANA, iar apoi a fost elaborat proiectul tehnic general, care a cuprins 147 de volume de studii și 358 de volume ale proiectului propriu-zis. Organizarea de șantier și lucrările de execuție au demarat în 1975–1976, iar colectivul condus de Chiriac Avădanei a acordat asistență tehnică și consultanță pe șantier în toată perioada construcției. Proiectul tehnic general a fost aprobat prin Decretul 300/1978, iar în noiembrie 1982, aceeași echipă de proiectare a primit sarcina să întocmească documentația tehnică pentru ramura nordică a canalului principal, Poarta Albă–Midia Năvodari.

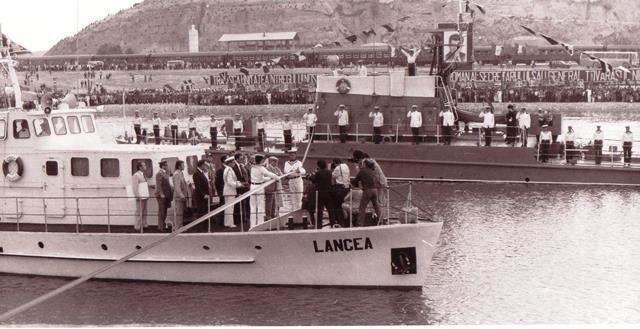
Momentul inaugurării canalului Dunăre–Marea Neagră.

Într-un alt interviu din noiembrie 1982, inginerul Avădanei considera lucrarea drept „o construcție cu nimic mai prejos decât marile realizări din acest domeniu, cum sunt de pildă, canalele Suez, Panama sau Kiel, atât din punct de vedere al volumelor de excavații și betoane, cât și al capacității de trafic ce se asigură”. Chiriac Avădanei a mai subliniat că proiectul se îmbunătățește și se perfecționează pe parcursul desfășurării lucrărilor, atât prin procesul de adaptare la condițiile locale de pe teren, cât și prin introducerea în documentații „a materialelor noi, a înlocuitorilor, a soluțiilor mai economicoase” sau „prin eliminarea materialelor din import”. În 1983, Avădanei a precizat că „la elaborarea proiectului au colaborat specialiști aparținând celor mai diverse ramuri din 76 de institute de proiectare și centre de cercetare științifică”. La început, echipa lui Avădanei a fost formată din 185 de ingineri și tehnicieni de la IPTANA, dar după doi ani a fost mărită la 225 de persoane și s-a lucrat continuu și cu institutele politehnice din București și Timișoara. După începerea efectivă a construcției, proiectanții se deplasau timp de trei zile pe săptămână pe șantier pentru a urmări evoluția lucrărilor și a acorda consultanță. În pofida enormei responsabilități și a complexității postului de șef al proiectului, Chiriac Avădanei a rămas un om amabil și deschis, afirmând cu modestie că „eu am fost doar o rotiță, atât”.
Canalul Dunăre–Marea Neagră a fost inaugurat sâmbătă, 26 mai 1984, de către Nicolae Ceaușescu, care a tăiat panglica. Conform lui Chiriac Avădanei, la canal au lucrat peste 35.000 de oameni, iar construcția a costat 30 de miliarde de lei, adică 2,2 miliarde de dolari de la acea vreme. În total, proiectanții de sub conducerea sa au elaborat peste 30.000 de detalii tehnice de execuție.
În perioada premergătoare finalizării canalului principal, echipa de proiectare a lui Chiriac Avădanei s-a ocupat de elaborarea proiectului ramurii nordice a acestuia. În august 1984, Avădanei a declarat că „experiența dobândită prin această largă cooperare o valorificăm acum in realizarea Canalului Poarta Albă — Midia — Năvodari — care va asigura o legătură directă între «Magistrala albastră» și portul maritim Midia”. Lucrările de execuție au demarat pe 10 august 1983 și au fost finalizate în 1987, canalul fiind inaugurat de soții Ceaușescu pe 21 noiembrie 1987, împreună cu complexul de poduri de la Fetești și Cernavodă, proiectate tot de IPTANA.
În august 1992, Chiriac Avădanei a făcut parte din comisia de recepție „pentru lucrările nerecepționate încă din cadrul obiectivului de investiție «Canal Dunăre–Marea Neagră»”, alături de alți directori și ingineri din regii și societăți de stat sau institute de proiectare.

### Canalul Dunăre–București

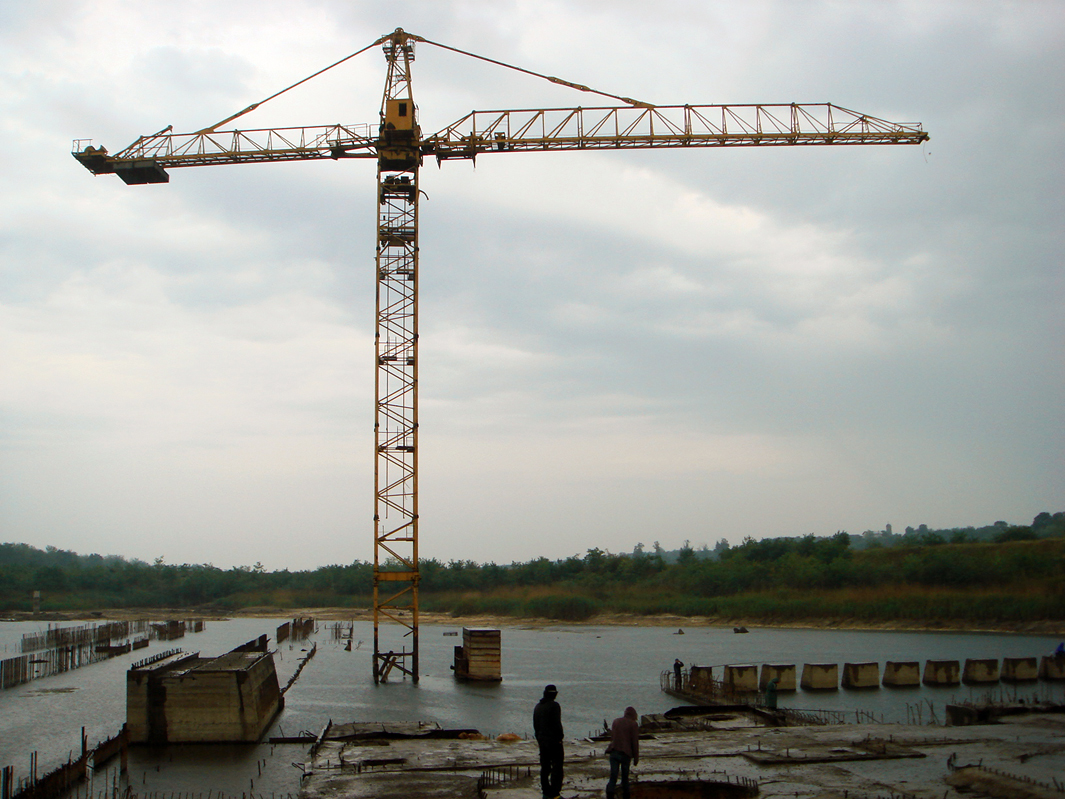
Ecluza Copăceni de pe Canalul Dunăre–București.

Pe 21 iulie 1984, în stațiunea Neptun a avut loc o ședință a Comitetului Politic Executiv al Comitetului Central al Partidului Comunist Român. În cadrul acesteia, C.P.Ex. a analizat și aprobat o propunere a lui Nicolae de Ceaușescu privind construirea unui canal navigabil între Dunăre și București. Canalul, prevăzut să aibă o lungime de 72 km și peste 80 m lățime, urma să conecteze portul fluvial Oltenița de un port la București, stabilit să fie construit pe râul Argeș, în comuna Dărăști. De altfel, canalul urma să fie realizat prin canalizarea acestui râu și amenajarea complexă a bazinului său hidrografic. Pe lângă navigația vaselor, lucrările aveau drept scop o folosire judicioasă a resurselor de apă ale râului Argeș „pentru irigații [...], producerea de energie electrică, alimentarea cu apă potabilă și industrială a unor localități și obiective economice, pentru apărarea terenurilor din zonă împotriva inundațiilor, pentru desecarea și drenarea suprafețelor cu exces de umiditate”.
Proiectarea lucrării a fost încredințară aceluiași colectiv IPTANA condus de inginerul Chiriac Avădanei, care a fost desemnat proiectant-șef. Au fost implicate din nou mai multe institute de cercetare, precum și colectivul catedrei de construcții hidrotehnice a Institutului de Construcții din București. Pentru execuție a fost folosită în general forță de muncă trecută prin experiența canalului Dunăre–Marea Neagră.
Lucrările prevăzute de proiectanți urmau să fie de o complexitate deosebită. Pentru a prelua diferența de nivel de aproximativ 70 de metri dintre acumularea Mihăilești–Cornetu și Dunăre au fost propuse cinci paliere de apă (trepte), corespunzând celor cinci noduri hidrotehnice proiectate: Mihăilești-Cornetu, Copăceni, Gostinari, Budești și Oltenița, prevăzute fiecare cu câte două ecluze gemene. În afara celor două porturi menționate anterior, s-a stabilit și construirea unui punct de acostare la Budești. Pentru traversarea canalului au fost proiectate șase poduri rutiere și un pod de cale ferată.
Conform inginerului Avădanei, Nicolae Ceaușescu a solicitat ca lucrarea să fie gata până la Congresul al XIV-lea al PCR, în 1989, dar acest lucru nu era posibil în condițiile și cu dotările din acea perioadă. „Am fost cel care i-a spus că nu îl poate termina de Congres și s-a supărat. Nu se putea termina deoarece era un volum mare de lucrări [...].” Conform lui Avădanei, șantierul a fost împărțit în 41 de porțiuni, pe fiecare din acestea lucrând câte un colectiv din fiecare județ al țării. Au fost folosite brigăzi de geniu ale armatei, echipe de muncitori, personal al unor întreprinderi de construcții și tineri transferați din producție. Până în 1990, proiectul a fost definitivat în proporție de 70%, la un cost de 18 miliarde de lei, adică circa un miliard de dolari la valoarea de la acea vreme.
Investiția a fost oprită după Revoluția Română din 1989, șantierul a fost abandonat, lucrările existente s-au deteriorat, iar cantități mari de materiale puse în operă au fost furate. În 1992, Chiriac Avădanei a susținut continuarea proiectului în fața președintelui de atunci, Ion Iliescu, însă acesta nu s-a arătat interesat. Avădanei a rămas un susținător constant al canalului, iar declarații publice privind reluarea lucrărilor au fost făcute de diverși oameni politici și în anii următori. În 2008, spre exemplu, ministrul Transporturilor de la acea vreme, Ludovic Orban, a afirmat: „la rectificarea bugetară din iulie vom face toate demersurile pentru a putea plăti actualizarea stadiului de fezabilitate”. Însă Guvernul Tăriceanu II a fost schimbat în decembrie 2008, iar noul ministru al Transporturilor, Radu Berceanu, a înlocuit mai mulți secretari de stat, directori de companii publice și agenții, inclusiv pe inginerul Ovidiu Cupșa, director al Companiei Naționale Administrația Canalelor Navigabile și susținător, alături de Chiriac Avădanei, al construcției canalului Dunăre–București.
În ciuda vârstei înaintate, Chiriac Avădanei nu a abandonat proiectul acestui canal. Până în 2014, anul morții sale, când avea 87 de ani, el s-a deplasat zilnic la biroul său din clădirea institutului IPTANA pentru a lucra câteva ore la proiectul acestei noi lucrări.

## Alte activități
Chiriac Avădanei a fost membru al Asociației Generale a Inginerilor din România (AGIR) și membru de onoare al Academiei de Științe Tehnice din România (ASTR). De-a lungul anilor, el a publicat numeroase articole, studii sau lucrări în revistele de specialitate ale celor două instituții sau la editura AGIR. Pe 22 iunie 2001, în cadrul unei festivități organizate la Sala Virgil Madgearu de la Complexul expozițional Romexpo, el a primit diploma „Constructor al Secolului XX”, acordată de Asociația Română a Antreprenorilor de Construcții.

## Viața personală
Chiriac Avădanei a fost căsătorit și a avut o fată, Ileana, care a decedat la sfârșitul lunii martie 1988.

## Decorații
- Ordinul „Meritul Științific” clasa I (20 august 1984) „pentru contribuția deosebită adusă la înfăptuirea politicii Partidului Comunist Român de făurire a societății socialiste multilateral dezvoltate în patria noastră, cu prilejul celei de-a 40-a aniversări a revoluției de eliberare socială și națională, antifascistă și antiimperialistă”, acordat „tovarășului Costache Chiriac Avădanei, șef de proiect, Canal Dunăre–Marea Neagră, Poarta Albă–Midia, Dunăre–București”[7][43]

## Lucrări
- Sobaru Alecsandru C., Năstase Gabriel I., Avădanei Chiriac (coordonatori): Artera navigabilă Dunăre – Main – Rhin. Strategii europene orizont 2020, Editura Economică, București, 1998. ISBN: 973-590-081-5
- Cuncev Ioan (coord.), Avădanei Chiriac, Victor Bogdan, Chirilă Costică, Ciortan Romeo et al.: Concepte intermodale în transporturi, Editura AGIR, București, iulie 2006. Format 170x240 mm, 236 pag. ISBN: 973-720-045-7
- Cuncev Ioan (coord.), Avădanei Chiriac, Marțincu Cornel, Cuncev Ioan, Dragu Vasile et al.: Terminalul intermodal la confluența lanțurilor logistice, Editura AGIR, București, 2007. Format 170x240 mm, 318 pag. ISBN: 973-720-207-9.
- Avădanei Chiriac: „Sistemul canalelor navigabile din Dobrogea”, în volumul Canalul Dunăre–Marea Neagră între istorie, actualitate și perspective (aut. Ciorbea Valentin, Cupșa Ovidiu Sorin), Editura Ex Ponto, Constanța, 2008. 438 pag.
- Avădanei Chiriac: „Drumuri pe trasee imposibile”, articol publicat în revista Drumuri Poduri, nr. 97 (166). Asociația Profesională de Drumuri și Poduri, iulie 2011, pag. 17.
- Avădanei Chiriac: „Amenajarea râurilor Argeș și Dâmbovița pentru navigație și alte folosințe”, Prezent și viitor. A VII-a Conferință Anuală „Zilele Academice ale A.S.T.R”, Editura AGIR, București, 11-12 octombrie 2012, pag. 14-28.